# 해결사 (2010년 영화)
"해결사"는 2010년에 개봉한 대한민국의 영화이다.

## 줄거리
한때 명성을 날리던 전직 형사였지만 이제는 허름한 사설 탐정 사무소를 운영하는 강태식은 평범한 불륜 사건을 맡은 줄로만 생각한다. 하지만 현장을 덮쳤을 때, 그는 한 여성이 죽은 것을 발견하고 갑자기 주요 용의자가 된다. 그가 어쩔 수 없이 범인으로 몰리던 순간, 그는 미스터리한 전화 한 통을 받는다. 발신자는 살인 누명에서 벗어날 수 있는 방법을 제시한다: 누군가를 납치하라는 것이다.
숨 돌릴 틈도 없이 태식은 경찰에게 쫓기며, 그의 모든 움직임, 과거 이력, 심지어 주변 사람들까지 아는 듯한 의문의 인물에 의해 끊임없이 감시당하고 도청당한다. 게다가 그는 자신이 납치하라는 명령을 받은 인물이 고위층 국가 스캔들의 핵심 열쇠를 쥐고 있다는 사실을 알게 된다. 모든 상황이 불리하게 돌아가는 가운데, 태식은 조종하는 배후 인물에 맞서 반격을 개시한다.

## 캐스팅
- 설경구 : 해결사, 강태식 역
- 이정진 : 형사, 장필호 역
- 오달수 : 형사, 최상철 역
- 주진모 : 원주봉 역
- 이성민 : 변호사, 윤대희 역
- 문정희 : 오경신 역
- 송새벽 : 오종규 역
- 이영훈 : 싸이코 역
- 박영서 : 구본치 역
- 조영진 : 조현철 역
- 박진우 : 세단 조폭 역
- 김정팔 : 부장검사 역
- 이무생 : 취조 검사 역
- 김연수 : 정신과의사 역
- 이재인 : 이상한 커플여 역
- 이근후 : 상철팀 형사들 역
- 박영웅 : 상철팀 형사들 역
- 김용환 : 상철팀 형사들 역
- 최경만 : 상철팀 형사들 역
- 신동훈 : 필호팀 형사들 역
- 원현준 : 필호팀 형사들 역
- 장정식 : 필호팀 형사들 역
- 구본영 : 필호팀 형사들 역
- 민영 : 통신담당요원 역
- 손정환 : 감식반 요원들 역
- 곽영재 : 감식반 요원들 역
- 이준혁 : 감식반 요원들 역
- 이정민 : 오경신 보좌관 역
- 한창현 : 조현철 보좌관 역
- 김경수 : 광장앞 경찰들 역
- 김현우 : 광장앞 경찰들 역
- 양동훈 : 광장앞 경찰들 역
- 문정웅 : 광장앞 경찰들 역
- 이원재 : 광장앞 경찰들 역
- 이동진 : 광장앞 경찰들 역
- 이준규 : 요양원 경비 역
- 서동필 : 차량조회 경찰 역
- 김재민 : 차량조회 경찰 역
- 이종석 : 리어카 남 역
- 김서원 : 안경 경비 역
- 이미형 : 응급의사 역
- 권은수 : 응급실 간호사 역
- 이슬기 : 소아과 간호사 역
- 조용재 : 종합병원 경찰들 역
- 박상진 : 종합병원 경찰들 역
- 하수호 : 종합병원 경찰들 역
- 한동희 : 종합병원 경찰들 역
- 강득종 : 종합병원 경찰들 역
- 박기동 : 남아나운서 1 역
- 이성주 : 남아나운서 2 역
- 조은화 : 여아나운서 1 역
- 김아랑 : 여아나운서 2 역
- 노혜영 : 여아나운서 3 역
- 김은선 : 김은선 기자 역
- 진아름 : 조깅녀 역
- 리날드 프란체스코 : 스티브 역
- 박소정 : 태식 아내 역
- 이가연 : 3살 수진 역
- 김강희 : 주봉 아내 역
- 김재훈 : 주봉 아들 역
- 박연정 : 상철 딸 역
- 강성철 : 목소리 출연 역
- 금가은 : 목소리 출연 역
- 박현수 : 목소리 출연 역
- DJ 샤넬 : 목소리 출연 역
- 김향기 : uncredited, 태식 딸 역
- 최지호 : uncredited, 필호팀 부하 형사 역
- 황병국 : 동료 형사 역 (우정출연)
- 김형주 : 오대기 기자 역 (우정출연)
- 정명수 : 이상한 커플남 역 (우정출연)
- 송재호 : 경신 부/여당 대권후보, 오중호 역 (특별출연)